# Munkácsy Mihály műveinek listája
Az alábbi lista Munkácsy Mihály festményeit sorolja fel.
| Kép | Festmény címe                                                    | Készítés éve       | Technika                         | Méret            | Tulajdonos                                  |
| --- | ---------------------------------------------------------------- | ------------------ | -------------------------------- | ---------------- | ------------------------------------------- |
|     | Munkácsy Emil leányának portréja                                 | 1863               | olaj, vászon                     | 40 × 43,4 cm     | magángyűjtemény                             |
|     | Kerstinger György kereskedő portréja                             | 1863-64            | olaj, vászon                     | 66,5 × 50 cm     | Magyar Nemzeti Galéria, Budapest            |
|     | Fiatal leány portréja (Jankovich Gabriella?)                     | 1864               | olaj, vászon                     | 31,5 × 26,54 cm  | magángyűjtemény                             |
|     | Feldöntött bogrács                                               | 1864               | olaj, vászon                     | 37,5 × 50,5 cm   | magángyűjtemény                             |
|     | A kocsma előtt                                                   | 1864               | olaj, vászon                     | 27 × 40 cm       | Ernest Zmeták Art Gallery, Nové Zámky       |
|     | Reök Lajos arcképe                                               | 1864               | olaj, vászon                     | 88 × 55,5 cm     | Munkácsy Mihály Múzeum, Békéscsaba          |
|     | Reök Lajosné (Járossy Júlia) arcképe                             | 1864               | olaj, vászon                     | 67,5 × 55,5 cm   | Munkácsy Mihály Múzeum, Békéscsaba          |
|     | Reök Irén arcképe                                                | 1864               | olaj, vászon                     | 67,5 × 55,5 cm   | Szépművészeti Múzeum, Budapest              |
|     | Reök Gabriella arcképe                                           | 1864               | olaj, vászon                     | 67,5 × 55,5 cm   | Magyar Nemzeti Galéria, Budapest            |
|     | Reök Lujza arcképe                                               | 1864               | olaj, vászon                     | 67,5 × 55,5 cm   | magángyűjtemény                             |
|     | Egyenessy János szabómester arcképe                              | 1864 körül         | olaj, vászon                     | 64 × 50 cm       | magángyűjtemény                             |
|     | Egyenessy Jánosné Hacker Rozália arcképe                         | 1864 körül         | olaj, vászon                     | 64 × 50 cm       | magángyűjtemény                             |
|     | Vidovszky János arcképe                                          | 1865               | olaj, vászon                     | 55 × 43,5 cm     | Munkácsy Mihály Múzeum, Békéscsaba          |
|     | Vidovszky Jánosné arcképe                                        | 1865               | olaj, vászon                     | 54,5 × 445 cm    | Munkácsy Mihály Múzeum, Békéscsaba          |
|     | Húsvéti locsolás                                                 | 1865               | olaj, vászon                     | 111 × 166,5 cm   | Magyar Nemzeti Galéria, Budapest            |
|     | Falusi felolvasás                                                | 1865               | olaj, vászon                     | 55,5 × 68,8 cm   | Magyar Nemzeti Galéria, Budapest            |
|     | Paraszt enteriőr                                                 | 1866               | olaj, vászon                     | 54 × 66 cm       | magángyűjtemény                             |
|     | Búsuló betyár                                                    | 1867               | olaj, vászon                     | 54 × 66 cm       | Déri Múzeum, Debrecen                       |
|     | Regélő                                                           | Ismeretlen         | olaj, vászon                     |                  | Ismeretlen                                  |
|     | Vihar a pusztán                                                  | 1867               | olaj, vászon                     | 92,5 × 132 cm    | Magyar Nemzeti Galéria, Budapest            |
|     | Árvízi jelenet                                                   | 1867               | olaj, vászon                     | 102,8 × 143,8 cm | Magyar Nemzeti Galéria, Budapest            |
|     | Düsseldorfi út                                                   | 1867               | olaj, fatábla                    | 39 × 50 cm       | Szlovák Nemzeti Galéria, Pozsony            |
|     | Befordultam a konyhába                                           | 1867-68            | olaj, vászon                     |                  | magángyűjtemény                             |
|     | Isaszegi csatatér                                                | 1867-68            | olaj, vászon                     | 41,5 × 62,2 cm   | Magyar Nemzeti Galéria, Budapest            |
|     | Isaszegi csatatér                                                | 1868               | olaj, vászon                     |                  | Magyar Nemzeti Galéria, Budapest            |
|     | És mégis mozog a föld                                            | 1868               | olaj, vászon                     |                  | Magyar Nemzeti Galéria, Budapest            |
|     | Tanulmány                                                        | 1868               | olaj, vászon                     | 30 × 25 cm       | magángyűjtemény                             |
|     | Dűlő szénásszekér                                                | 1868               | olaj, vászon                     | 107 × 151 cm     | magángyűjtemény                             |
|     | Az Ásító inas című képhez készült fej tanulmány                  | 1868-1869          | olaj, fatábla                    | 30,5 × 24 cm     | Magyar Nemzeti Galéria, Budapest            |
|     | Ásító inas                                                       | 1869               | olaj, vászon                     |                  | Pákh Imre gyűjtemény, USA                   |
|     | Szűrös legény (tanulmány a Siralomházhoz)                        | 1869               | olaj, fatábla                    | 40,4 × 34 cm     | Magyar Nemzeti Galéria, Budapest            |
|     | Itatónál                                                         | 1869               | olaj, vászon                     |                  | Magyar Nemzeti Galéria, Budapest            |
|     | Anya gyermekével (Tanulmány a siralomházhoz)                     | 1869               | olaj, fa                         | 50 × 37 cm       | magángyűjtemény                             |
|     | Tanulmány a Siralomház főalakjához                               | 1869-70 körül      | olaj, vászon                     | 16,5 × 13,5 cm   | magángyűjtemény                             |
|     | Makrapipás férfi                                                 | 1869               | olaj, fatábla                    | 40,5 × 33,5 cm   | Magyar Nemzeti Galéria, Budapest            |
|     | Az elítélt (tanulmány)                                           | 1869-70            | olaj, vászon                     | 37 × 31,5 cm     | Magyar Nemzeti Galéria, Budapest            |
|     | A kis bámészkodó                                                 | 1869-70            | olaj, vászon                     | 42 × 31,5 cm     | magángyűjtemény                             |
|     | Siralomház                                                       | 1869-70            | olaj, vászon                     | 139 × 193,5 cm   | Magyar Nemzeti Galéria, Budapest            |
|     | Siralomház                                                       | 1870               | olaj, fatáblán                   | 87,5 × 116,5 cm  | Magyar Nemzeti Galéria, Budapest            |
|     | Mély út                                                          | 1870-es évek       | olaj, vászon                     | 90 × 69 cm       | Magyar Nemzeti Galéria, Budapest            |
|     | Esti hangulat                                                    | 1870 körül         | olaj, vászon                     | 60 × 92,5 cm     | Magyar Nemzeti Galéria, Budapest            |
|     | Tanulmány a Tépéscsinálók című festményhez                       | 1870               | olaj, vászon                     | 42,5 × 34,5 cm   | magángyűjtemény                             |
|     | Tanulmány a Tépéscsinálók című festményhez                       | 1870-71            | olaj, fa                         | 40,3 × 33,6 cm   | Magyar Nemzeti Galéria, Budapest            |
|     | Tépéscsinálók                                                    | 1871               | olaj, fatábla                    | 141,3 × 196 cm   | Magyar Nemzeti Galéria, Budapest            |
|     | Medallionos fiatal nő arcképe                                    | 1871               | olaj, fatábla                    | 26 × 21 cm       | magángyűjtemény                             |
|     | Sötét utca                                                       | 1871               | olaj, fatábla                    | 64,7 × 52,7 cm   | Magyar Nemzeti Galéria, Budapest            |
|     | Köpülő nő, vázlat                                                | 1871-72            | olaj, vászon                     | 76 × 59,2 cm     | magángyűjtemény                             |
|     | Köpülő nő                                                        | 1872-73            | olaj, vászon                     | 120,5 × 100 cm   | Magyar Nemzeti Galéria, Budapest            |
|     | Apostolok                                                        | 1872-73            | olaj, vászon                     | 118 × 100 cm     | The Salgo Trust for Education               |
|     | De Marches báró                                                  | 1872               | olaj, vászon                     | 73,2 × 59,5 cm   | Magyar Nemzeti Galéria, Budapest            |
|     | Eltévedt gyermek                                                 | 1873               | olaj, vászon                     | 99,6 × 79,4 cm   | magángyűjtemény                             |
|     | Éjjeli csavargó                                                  | 1873 körül         | olaj, tábla                      | 82,9 × 65,7 cm   | Pákh Imre Gyűjtemény, USA                   |
|     | Korhely férj / A falu rossza                                     | 1870-72            | olaj, fatáblán                   | 64 × 82,8 cm     | Magyar Nemzeti Galéria, Budapest            |
|     | Konyhában                                                        | 1872-73            | olaj, vászon                     | 54,6 × 83,2 cm   | magángyűjtemény                             |
|     | De Marches báróné                                                | 1873               | olaj, vászon                     | 41 × 33,5 cm     | Magyar Nemzeti Galéria, Budapest            |
|     | Cigánytábor                                                      | 1873               | olaj, fatábla                    | 64,5 × 102 cm    | Alte Nationalgalerie, Berlin                |
|     | Cigánytábor                                                      | 1873               | olaj, vászon?                    |                  | Pákh Imre Gyűjtemény, USA                   |
|     | Rőzsehordó                                                       | 1873               | olaj, fatábla                    | 99,7 × 80,3 cm   | Magyar Nemzeti Galéria, Budapest            |
|     | Fasor                                                            | 1873               | olaj, vászon                     | 55,5 × 38 cm     | magángyűjtemény                             |
|     | Erdőrészlet két alakkal                                          | 1873               | olaj, fatáblán                   | 61 × 49 cm       | Pákh Imre Gyűjtemény, USA                   |
|     | Tájkép                                                           | 1873-74            | olaj, vászon                     | 79,5 × 101 cm    | magángyűjtemény                             |
|     | Leányka arcképe                                                  | 1874               | olaj, fatáblán                   | 46 × 36,5 cm     | Magyar Nemzeti Galéria, Budapest            |
|     | Persely előtt                                                    | 1874               | olaj, fatáblán                   | 91 × 57 cm       | Magyar Nemzeti Galéria, Budapest            |
|     | Tanulmány a Zálogházhoz                                          | 1873-74            | olaj, fatáblán                   | 92 × 72 cm       | Magyar Nemzeti Galéria, Budapest            |
|     | Tanulmány a Zálogházhoz                                          | 1873               | olaj, fatáblán                   | 32,5 × 26 cm     | magángyűjtemény                             |
|     | Vázlat a Zálogház című képhez                                    | 1871-73            | olaj, fatáblán                   | 91 × 126 cm      | magángyűjtemény                             |
|     | Tanulmány a Zálogházhoz                                          | 1873               | olaj, fatáblán                   | 86 × 68 cm       | Magyar Nemzeti Galéria, Budapest            |
|     | Este a pusztán (Naplemente)                                      | 1873 körül         | olaj, fatáblán                   | 64 × 99,4 cm     | magángyűjtemény                             |
|     | Tanulmány a Zálogházhoz                                          | 1873-74            | olaj, fatáblán                   | 43,3 × 31,5 cm   | Magyar Nemzeti Galéria, Budapest            |
|     | Tanulmány a Zálogházhoz                                          | 1874               | olaj, fatáblán                   | 99,8 × 72 cm     | Magyar Nemzeti Galéria, Budapest            |
|     | Legény az asztalnál, Tanulmány a Falu hőse képhez                | 1874 körül         | olaj, fatábla                    | 37 × 46 cm       | Pákh Imre gyűjtemény, USA                   |
|     | Két legény az asztalnál (tanulmány)                              | 1874               | olaj, vászon                     | 99,4 × 81 cm     | Magyar Nemzeti Galéria, Budapest            |
|     | Öreg paraszt, Tanulmány a Falu hőse képhez                       | 1874 körül         | olaj, fatábla                    | 39,5 × 35 cm     | Pákh Imre gyűjtemény, USA                   |
|     | Zálogház                                                         | 1874               | olaj, vászon                     | 160 × 215 cm     | Magyar Nemzeti Galéria, Budapest            |
|     | A kisdobos                                                       | 1874               | olaj, vászon                     | 73,2 × 59,5 cm   | Magyar Nemzeti Galéria, Budapest            |
|     | Kukoricás                                                        | 1874               | olaj, fatáblán                   | 67 × 102,5 cm    | Magyar Nemzeti Galéria, Budapest            |
|     | Leány a kútnál                                                   | 1874               | olaj, vászon                     | 73,2 × 59,5 cm   | Magyar Nemzeti Galéria, Budapest            |
|     | Poros út II                                                      | 1874 után          | olaj, fatábla                    | 96 × 129,7 cm    | Magyar Nemzeti Galéria, Budapest            |
|     | Az erdőben                                                       | 1875               | olaj, vászon                     | 78 × 56 cm       | Kunsthalle Hamburg, Hamburg                 |
|     | Önarckép                                                         | 1875               | olaj, vászon táblára kasírozva   | 52,5 × 44,5 cm   | magángyűjtemény                             |
|     | Munkácsy Mihályné arcképe                                        | 1875               | olaj, táblán                     | 41,8 × 31,5 cm   | Ismeretlen                                  |
|     | Tanterem (Tanulmány a Colpachi iskola című képhez)               | 1875               | olaj, fatáblán                   | 42 × 58 cm       | magángyűjtemény                             |
|     | Vázlat A colpachi iskola tanítómestere című képhez               | 1875               | olaj, vászon                     | 63 × 110,3 cm    | Magyar Nemzeti Galéria, Budapest            |
|     | Sebesült vándor                                                  | 1875 körül         | olaj, vászon                     | 104,5 × 140 cm   | Walters Art Museum, Baltimore               |
|     | Falusi kovács                                                    | 1875 körül         | olaj, vászon                     |                  | Dayton Art Institute, Dayton                |
|     | Egy előkelő fiatal lány portréja                                 | 1875 körül         | olaj, vászon                     | 20 × 30 cm       | magángyűjtemény                             |
|     | Műterem (vázlat)                                                 | 1876               | olaj, vászon                     | 61 × 50 cm       | The Salgo Trust for Education               |
|     | Műteremben (vázlat)                                              | 1876 körül         | olaj, fatábla                    | 161 × 221,5 cm   | Magyar Nemzeti Galéria, Budapest (letét)    |
|     | Műteremben                                                       | 1876               | olaj, fatábla                    | 96 × 131 cm      | Magyar Nemzeti Galéria, Budapest            |
|     | A falu hőse (vázlat)                                             | 1876 körül         | olaj, vászon                     | 65 × 56 cm       | Museum Kunstpalast, Düsseldorf              |
|     | Leány tálcával                                                   | 1876               | olaj, vászon                     | 114 × 82,8 cm    | Munkácsy Mihály Múzeum, Békéscsaba          |
|     | Leány tálcával                                                   | 1876 körül         | olaj, fatábla                    | 55 × 36 cm       | Móra Ferenc Múzeum, Szeged                  |
|     | Paál László arcképe                                              | 1876-77            | olaj, fatábla                    | 45,8 × 37,7 cm   | Magyar Nemzeti Galéria, Budapest            |
|     | Párizsi szobabelső (tanulmány)                                   | 1877               | olaj, fatébla                    | 64,5 × 52,7 cm   | Magyar Nemzeti Galéria, Budapest            |
|     | Párizsi szobabelső                                               | 1877               | olaj, vászon                     | 70,5 × 102,5 cm  | Magyar Nemzeti Galéria, Budapest            |
|     | Két család a konyhában                                           | 1877               | olaj, vászon                     | 139,5 × 104,5 cm | magángyűjtemény                             |
|     | Erdei táj (Tanulmány a Pávák (1878) című festményhez)            | 1877               | olaj, fatábla                    | 76 × 108 cm      | Museum Kunstpalast, Düsseldorf              |
|     | Tanulmány a Milton című festményhez                              | 1877               | olaj, vászon                     | 55,5 × 46,4 cm   | Ismeretlen                                  |
|     | Tanulmány a Milton című festményhez (Éva)                        | 1877               | olaj, vászon                     | 55,8 × 46,7 cm   | Magyar Nemzeti Galéria, Budapest            |
|     | Tanulmány a Milton című festményhez (Judit)                      | 1877               | olaj, vászon                     | 96,7 × 65,7 cm   | Magyar Nemzeti Galéria, Budapest            |
|     | Milton I. (vázlat)                                               | 1877 körül         | olaj, fa                         | 62 × 74 cm       | Kovács Gábor Gyűjtemény                     |
|     | Virágcsendélet                                                   | 1877-78            | olaj, fatábla                    | 76,6 × 62,5 cm   | Kovács Gábor Gyűjtemény                     |
|     | Kosztümös férfi                                                  | 1877-78            | olaj, fatábla                    | 100 × 76,8 cm    | Románia Nemzeti Művészeti Múzeuma, Bukarest |
|     | Tanulmány az Újoncozás című festményhez                          | 1875-1880          | olaj, tábla                      | 20 × 30 cm       | magángyűjtemény                             |
|     | Újoncozás                                                        | 1878               | olaj, vászon                     | 127 × 196 cm     | Magyar Nemzeti Galéria, Budapest            |
|     | Milton                                                           | 1878               | olaj, vászon                     | 93,8 × 123,9 cm  | New York Public Library, New York           |
|     | A zeneszoba                                                      | 1878               | olaj, fatábla                    | 88,9 × 116,8 cm  | Metropolitan Museum of Art, New York        |
|     | Szalonbelső                                                      | 1878               | olaj, tábla                      | 84,2 × 105,4 cm  | magángyűjtemény                             |
|     | Karosszékben ülő lány (Női arckép)                               | 1878 körül         | olaj, fa                         | 33 × 23 cm       | magángyűjtemény                             |
|     | Gyermeklátogatók (A baba látogatói)                              | 1879               | olaj, vászon                     | 110 × 149,5 cm   | Magyar Nemzeti Galéria, Budapest            |
|     | A kismama látogatói                                              | 1879               | olaj, vászon                     | 80,5 × 116,3 cm  | Neue Pinakothek, München                    |
|     | Délutáni látogatás                                               | 1879               | olaj, vászon                     |                  | Ismeretlen                                  |
|     | Éjjeli csavargók                                                 | 1879               | olaj, fatábla                    | 120 × 170 cm     | Magyar Nemzeti Galéria, Budapest            |
|     | Charles Sedelmeyer portréja                                      | 1879               | olaj, vászon                     | 65,5 × 81,5 cm   | Magyar Nemzeti Galéria, Budapest            |
|     | Jézus, tanulmány a Krisztus Pilátus előtt című képhez            | 1880               | olaj, vászon                     | 82 × 65 cm       | magángyűjtemény                             |
|     | Krisztus portré (Tanulmány a Krisztus Pilátus előtt festményhez) | 1880               | olaj, vászon                     | 75 × 62 cm       | magángyűjtemény                             |
|     | Jézus, tanulmány a Krisztus Pilátus előtt című képhez            | 1880               | olaj, vászon                     | 70 × 55 cm       | magángyűjtemény                             |
|     | Karlsbadi fasor                                                  | 1880               | Akvarell, papíron                | 25,2 × 39,2 cm   | Magyar Nemzeti Galéria, Budapest            |
|     | Két család a szalonban                                           | 1880               | olaj, fatábla                    | 108 × 150 cm     | Pákh Imre gyűjtemény, USA                   |
|     | Tanulmány a Krisztus Pilátus előtt című képhez                   | 1880               | olaj, vászon                     | 45 × 39 cm       | Ismeretlen                                  |
|     | Kisfiú portréja                                                  | 1880               | olaj, fatábla                    | 26 × 33,5 cm     | magángyűjtemény                             |
|     | Reök Ivánné                                                      | 1880 körül         | olaj, fatábla                    | 45,5 × 38 cm     | magángyűjtemény                             |
|     | Tájkép folyóval                                                  | 1880 körül         | olaj, vászon                     | 46 × 56 cm       | Magyar Nemzeti Galéria, Budapest            |
|     | Séta az erdőben                                                  | 1880 körül         | olaj, vászon                     | 72 × 51 cm       | Magyar Nemzeti Galéria, Budapest            |
|     | Francia tájkép                                                   | 1880 körül         | olaj, fa                         | 11,5 × 21,5 cm   | Pákh Imre gyűjtemény, USA                   |
|     | Francia tájkép II.                                               | 1880 körül         | olaj, fa                         | 24 × 35 cm       | Pákh Imre gyűjtemény, USA                   |
|     | Téli út                                                          | 1880 körül         | olaj, vászon                     | 45 × 80 cm       | Pákh Imre gyűjtemény, USA                   |
|     | Colpachi táj tehenekkel                                          | 1880 körül         | olaj, fatábla                    | 24 × 41 cm       | Pákh Imre gyűjtemény, USA                   |
|     | Adolphe Jullien portréja                                         | 1880 körül         | olaj, vászon                     | 63,5 × 50 cm     | Pákh Imre gyűjtemény, USA                   |
|     | Mosónők I.                                                       | 1880-as évek       | olaj, fa                         | 54 × 81 cm       | Pákh Imre gyűjtemény, USA                   |
|     | Mosónők II.                                                      | 1880-as évek       | olaj, fatábla                    | 81,5 × 120,5 cm  | Pákh Imre gyűjtemény, USA                   |
|     | Csokorrendezés                                                   | 1880-1885          | olaj, fatábla                    | 99 × 78,5 cm     | Puskin Múzeum, Moszkva                      |
|     | Tanulmány a Krisztus Pilátus előtt festményhez                   | 1880               | olaj, vászon fatáblára kasírozva | 21 × 16 cm       | magángyűjtemény                             |
|     | Tanulmány a Krisztus Pilátus előtt festményhez                   | 1880               | olaj, fatábla                    | 34,6 × 27,5 cm   | Magyar Nemzeti Galéria, Budapest            |
|     | Tanulmány a Krisztus Pilátus előtt festményhez                   | 1880               | olaj, fatábla                    | 44 × 55 cm       | magángyűjtemény                             |
|     | Tanulmány a Krisztus Pilátus előtt festményhez                   | 1880               | olaj, fatábla                    | 64,5 × 52,3 cm   | Magyar Nemzeti Galéria, Budapest            |
|     | Ordító suhanc                                                    | 1880               | olaj, vászon                     | 82 × 64 cm       | magángyűjtemény                             |
|     | Ordító suhanc                                                    | 1880               | olaj, vászon                     | 38 × 26,5 cm     | magángyűjtemény                             |
|     | Doré orvos arcképe (vázlat)                                      | 1880 körül         | olaj, fatábla                    | 81 × 63,9 cm     | Magyar Nemzeti Galéria, Budapest            |
|     | Marie München arcképe                                            | 1880 körül         | olaj, fatáblán                   | 34 × 24 cm       | magángyűjtemény                             |
|     | Madamme Chaplin arcképe                                          | 1880 körül         | olaj, vászon                     | 40 × 34 cm       | Pákh Imre gyűjtemény, USA                   |
|     | Alkonyat                                                         | 1880 körül         | olaj, vászon                     | 44 × 73 cm       | magángyűjtemény                             |
|     | Tájkép várrommal                                                 | 1880 körül         | olaj, vászon                     | 65 × 81 cm       | Herman Ottó Múzeum, Miskolc                 |
|     | Olvasó nő I.                                                     | 1880 körül         | olaj, fatáblán                   | 55 × 45 cm       | Magyar Nemzeti Galéria, Budapest            |
|     | Munkácsyné arcképe                                               | 1880 körül         | olaj, fatáblán?                  |                  | Ismeretlen                                  |
|     | Tájkép (Jouy en Joses)                                           | 1880 körül         | olaj, fatáblán                   | 45,5 × 73 cm     | Magyar Nemzeti Galéria, Budapest            |
|     | Normandiai tengerpart                                            | 1880               | olaj, fatáblán                   | 30 × 98 cm       | Magyar Nemzeti Galéria, Budapest            |
|     | Erdei tájkép női alakokkal                                       | 1880               | olaj, fatáblán                   | 33 × 24 cm       | magángyűjtemény                             |
|     | Erdő belseje                                                     | 1880-as évek       | olaj, vászon                     | 95,3 × 142,6 cm  | magángyűjtemény                             |
|     | Zöld ruhás könyöklő nő                                           | 1880-as évek       | olaj, fatáblán                   | 46 × 37 cm       | magángyűjtemény                             |
|     | Délután a parkban                                                | 1880 körül         | olaj, vászon                     | 69,5 × 102,5 cm  | magángyűjtemény                             |
|     | Olvasó nő                                                        | 1880 körül         | olaj, fa                         | 73,7 × 59,1 cm   | magángyűjtemény                             |
|     | Holdkelte                                                        | 1881               | olaj, vászon                     | 103 × 140 cm     | magángyűjtemény                             |
|     | Virágcsokor                                                      | 1881               | olaj, vászon?                    | 86 × 77,5 cm     | Puskin Múzeum, Moszkva                      |
|     | Virágcsendélet korsóval                                          | 1881               | olaj, vászon                     | 107 × 140,5 cm   | Magyar Nemzeti Galéria, Budapest            |
|     | Virágcsendélet                                                   | 1881               | olaj, vászon                     | 147,5 × 115 cm   | Magyar Nemzeti Galéria, Budapest            |
|     | Krisztus a sziklasírban                                          | 1881               | olaj, vászon                     | 48 × 121 cm      | magángyűjtemény                             |
|     | Krisztus Pilátus előtt (vázlat)                                  | 1881               | olaj, fatábla                    | 133 × 201 cm     | Österreichische Galerie Belvedere, Bécs     |
|     | Krisztus Pilátus előtt                                           | 1881               | olaj, vászon                     | 417 × 636 cm     | Déri Múzeum, Debrecen                       |
|     | Önarckép                                                         | 1881               | olaj, vászon                     | 42,7 × 32 cm     | Magyar Nemzeti Galéria, Budapest            |
|     | Reggel a nyaralóban                                              | 1881 körül         | olaj, fatábla                    | 82 × 114 cm      | Albany Institute of History & Art, New York |
|     | Tájkép tehenekkel                                                | 1881 körül         | olaj, fatábla                    | 92,5 × 130 cm    | Kunsthalle Hamburg, Hamburg                 |
|     | Legelésző csorda                                                 | 1882               | olaj, vászon                     | 210,7 × 286,5 cm | Magyar Nemzeti Galéria, Budapest            |
|     | Erdőrészlet                                                      | 1882               | olaj, fa                         | 60 × 49,8 cm     | Magyar Nemzeti Galéria, Budapest            |
|     | Egy séta az erdőben                                              | 1882 körül         | olaj, fa                         | 55,8 × 45,7 cm   | magángyűjtemény                             |
|     | Tájkép tóval                                                     | 1881-82            | olaj, fatábla                    | 46,5 × 56,5 cm   | Magyar Nemzeti Galéria, Budapest            |
|     | A falu hőse                                                      | 1882               | olaj, fatábla                    | 121 × 170,5 cm   | Magyar Nemzeti Galéria, Budapest            |
|     | Virágcsendélet tállal                                            | 1882               | olaj, fatábla                    | 55 × 41,6 cm     | Magyar Nemzeti Galéria, Budapest            |
|     | Virágok kék vázában                                              | 1882               | olaj, vászon                     | 66 × 75 cm       | The Salgo Trust for Education               |
|     | Férfi portré                                                     | 1882               | olaj, vászon                     | 134,6 × 97,8 cm  | Magyar Nemzeti Galéria, Budapest            |
|     | Tanulmány a Krisztus Pilátus előtt című festményhez              | 1882               | olaj, vászon                     | 107 × 67 cm      | magángyűjtemény                             |
|     | Tanulmány a Krisztus Pilátus előtt című festményhez              | 1881               | olaj, vászon?                    |                  | Ismeretlen                                  |
|     | Tanulmány a Krisztus Pilátus előtt című festményhez              | 1882               | olaj, vászon                     | 81,3 × 65,5 cm   | Dordrechts Museum, Dordrechts               |
|     | Tanulmány a Krisztus Pilátus előtt képhez                        | 1880               | olaj, vászon                     | 93 × 133 cm      | magángyűjtemény                             |
|     | Pihenő hölgy / Alvó nő                                           | 1880-as évek       | olaj, fa                         | 87 × 116 cm      | Kovács Gábor Gyűjtemény                     |
|     | A colpachi iskola tanítómestere                                  | 1882               | olaj, fa                         | 55,8 × 46,5 cm   | Magyar Nemzeti Galéria, Budapest            |
|     | Készülődés a papa születésnapjára                                | 1882               | olaj, vászon                     | 101,7 × 137,5 cm | Pákh Imre gyűjtemény, USA                   |
|     | Az agár                                                          | 1882               | olaj, vászon                     | 80,7 × 104,5 cm  | Magyar Nemzeti Galéria, Budapest            |
|     | Merengő nő                                                       | 1882               | olaj, fatáblán                   | 116 × 88 cm      | Magyar Nemzeti Galéria, Budapest            |
|     | Tanulmány a Golgotához                                           | 1882               | olaj, vászon                     | 85 × 63,5 cm     | magángyűjtemény                             |
|     | Tanulmány a Golgotához                                           | 1882-84            | olaj, vászon                     | 81,5 × 65,2 cm   | Magyar Nemzeti Galéria, Budapest            |
|     | Tanulmány a Golgotához                                           | 1882-83            | olaj, vászon                     | 248 × 129,5 cm   | Magyar Nemzeti Galéria, Budapest            |
|     | Tanulmány a Golgotához                                           | 1882               | olaj, vászon                     | 114,7 × 75,3 cm  | Magyar Nemzeti Galéria, Budapest            |
|     | Lovon ülő alak, Tanulmány a Golgotához                           | 1882               | olaj, vászon                     | 151 × 110,5 cm   | Magyar Nemzeti Galéria, Budapest            |
|     | Színvázlat a Golgotához                                          | 1883               | olaj, vászon?                    |                  | Déri Múzeum, Debrecen                       |
|     | Hazafelé                                                         | 1882               | olaj, vászon                     | 216 × 298 cm     | Magyar Nemzeti Galéria, Budapest            |
|     | Tájkép alkonyatkor                                               | 1882               | olaj, fa                         | 50,5 × 89,5 cm   | Magyar Nemzeti Galéria, Budapest            |
|     | Sétány a Park Monceau-ban                                        | 1882               | olaj, fatábla                    | 98 × 76 cm       | Pákh Imre gyűjtemény, USA                   |
|     | Tájkép fasorral                                                  | 1882 körül         | olaj, fatáblán                   | 49,5 × 61 cm     | Magyar Nemzeti Galéria, Budapest            |
|     | Golgota (vázlat)                                                 | 1883               | olaj, vászon                     | 82 × 130 cm      | Magyar Nemzeti Galéria, Budapest            |
|     | A kis cukortolvaj                                                | 1883               | olaj, vászon                     | 88 × 114 cm      | magángyűjtemény                             |
|     | Poros út I.                                                      | 1884               | olaj, fatábla                    | 77 × 117,5 cm    | Magyar Nemzeti Galéria, Budapest            |
|     | Golgota                                                          | 1884               | olaj, vászon                     | 460 × 712 cm     | Déri Múzeum, Debrecen                       |
|     | Anyai ösztön (A dajka)                                           | 1884               | olaj, fatábla                    | 92 × 140 cm      | magángyűjtemény                             |
|     | Merengő nő kutyával                                              | 1884 körül         | olaj, fatábla                    | 115,5 × 90,5 cm  | magángyűjtemény                             |
|     | Anyai ösztön (tanulmány)                                         | 1885               | olaj, fatábla                    | 35 × 27 cm       | magángyűjtemény                             |
|     | Munkácsy Haynald Lajos érsek arcképe                             | 1884               | olaj, fatábla                    | 117,8 × 88,8 cm  | Magyar Nemzeti Galéria, Budapest            |
|     | Reök Ivánné                                                      | 1885               | olaj, fatábla                    | 55 × 45 cm       | Déri Múzeum, Debrecen                       |
|     | Parkban                                                          | 1885 körül         | olaj, fa                         | 117,5 × 88,5     | magángyűjtemény                             |
|     | Pálmaházban                                                      | 1885 körül         | olaj, fa                         | 128 × 94,5 cm    | magángyűjtemény                             |
|     | Szántás Colpachon                                                | 1885               | olaj, vászon                     | 60 × 100 cm      | magángyűjtemény                             |
|     | A reneszánsz apotheozisa III. (vázlat)                           | 1885               | olaj, vászon                     | 95 × 91 cm       | Herman Ottó Múzeum, Miskolc                 |
|     | A reneszánsz apotheozisa I. (vázlat)                             | 1885               | olaj, vászon                     | 100 × 100 cm     | Magyar Nemzeti Galéria, Budapest            |
|     | A reneszánsz apotheozisa (színvázlat)                            | 1885 körül         | olaj, vászon                     | 64,5 x 84,5 cm   | Salgo Trust for Education                   |
|     | A pataknál                                                       | 1885 körül         | olaj, vászon                     | 119 × 91,5 cm    | magángyűjtemény                             |
|     | Szénagyűjtés                                                     | 1886               | olaj, vászon                     | 59,5 × 97 cm     | Zimmerli Art Museum, Salgó-gyűjtemény       |
|     | A Colpach-i park                                                 | 1886               | olaj, fatábla                    | 96 × 130,5 cm    | Magyar Nemzeti Galéria, Budapest            |
|     | Fasor                                                            | 1886               | olaj, vászon                     | 111,5 × 182 cm   | Magyar Nemzeti Galéria, Budapest            |
|     | Alvó nagyapó                                                     | 1886               | olaj, fatábla                    | 93 × 142 cm      | magángyűjtemény                             |
|     | Alvó nagyapó                                                     | 1886               | olaj, fatábla                    | 94 × 142,2 cm    | magángyűjtemény                             |
|     | Liszt Ferenc portréja                                            | 1886               | olaj, vászon                     | 130 × 98,5 cm    | Magyar Nemzeti Galéria, Budapest            |
|     | Pihenés az erdőben                                               | 1886               | olaj, vászon                     | 90 × 117 cm      | Munkácsy Mihály Múzeum, Békéscsaba          |
|     | Énekes, Tanulmány a Mozart halála festményhez                    | 1886               | olaj, fatábla                    | 63,5 × 52,5 cm   | Puskin Múzeum, Moszkva                      |
|     | Operaénekes                                                      | 1885-86            | olaj, fatábla                    | 65 x 53,5 cm     | magángyűjtemény                             |
|     | Mozart halála (vázlat)                                           | 1886               | olaj, fa                         | 42,5 × 61 cm     | Magyar Nemzeti Galéria, Budapest            |
|     | Nagyapó névnapja                                                 | 1886               | olaj, fatábla                    | 37 × 56 cm       | magángyűjtemény                             |
|     | Hímző leány tanulmány                                            | 1886-87            | olaj, fatábla                    | 93 × 75 cm       | magángyűjtemény                             |
|     | Alvó kisgyermek                                                  | 1887               | olaj, fatábla                    | 72 × 91,7 cm     | magángyűjtemény                             |
|     | Fotelben ülő nő                                                  | 1887               | olaj, fatábla                    | 72 × 91,7 cm     | magángyűjtemény                             |
|     | A várúrnő születésnapja                                          | 1887               | olaj, fatábla                    | 115,6 × 87 cm    | magángyűjtemény                             |
|     | Ballada                                                          | 1888               | olaj, vászon                     | 120,7 × 151,1 cm | magángyűjtemény                             |
|     | Ballada                                                          | 1888               | olaj, fatábla                    | 88,5 × 70 cm     | magángyűjtemény                             |
|     | Ballada                                                          | 1888               | olaj, vászon?                    |                  | magángyűjtemény                             |
|     | Ballada                                                          | 1888               | olaj, vászon                     | 151 × 120,7 cm   | magángyűjtemény                             |
|     | Elbeszélés (Fiatal kapitány elbeszélése)                         | 1888               | olaj, fatáblán                   | 130 × 95 cm      | Magyar Nemzeti Galéria, Budapest            |
|     | Hímző leány                                                      | 1888               | olaj, fatábla                    | 64 × 48 cm       | magángyűjtemény                             |
|     | Udvarlás                                                         | 1888               | olaj, fatábla                    | 116,8 × 89,5 cm  | magángyűjtemény                             |
|     | Párbaj (vázlat)                                                  | 1888               | olaj, fatábla                    |                  | magángyűjtemény                             |
|     | Colpachi park bejárata                                           | 1888               | olaj, vászon                     | 93 × 140 cm      | magángyűjtemény                             |
|     | Szalonbelső                                                      | 1889               | olaj, vászon                     | 98 × 78 cm       | magángyűjtemény                             |
|     | A reneszánsz apotheozisa (vázlat)                                | 1889               | olaj, vászon                     | 398 × 393 cm     | Magyar Nemzeti Galéria, Budapest            |
|     | Soutzo hercegnő portréja                                         | 1889               | olaj, vászon                     | 190,5 × 171,5 cm | magángyűjtemény                             |
|     | Zongoralecke                                                     | 1890-es évek       | olaj, fatáblán                   | 95,5 × 128 cm    | Munkácsy Mihály Museum, Békéscsaba          |
|     | Kislányportré                                                    | 1890-es évek eleje | olaj, vászon                     | 69,5 × 64 cm     | Kunsthalle Bremen, Bréma                    |
|     | Tanulmányfej                                                     | 1890 körül         | olaj, vászon                     | 51 × 44 cm       | magángyűjtemény                             |
|     | Honfoglalás (vázlat)                                             | 1890-93            | olaj, vászon                     | 84 × 253 cm      | Magyar Nemzeti Galéria, Budapest            |
|     | Honfoglalás (vázlat)                                             | 1891 körül         | olaj, vászon                     | 36,5 × 102 cm    | Rippl-Rónai Múzeum, Kaposvár                |
|     | Mosónők III.                                                     | 1892               | olaj, vászon                     | 64 × 100 cm      | Pákh Imre gyűjtemény, USA                   |
|     | Ebéd után (anyai boldogság)                                      | 1892               | olaj, fatáblán                   | 109 × 150 cm     | Magyar Nemzeti Galéria, Budapest            |
|     | Ecce homo (vázlat)                                               | 1893-94            | olaj, fatáblán                   | 95 × 141,5 cm    | Magyar Nemzeti Galéria, Budapest            |
|     | Honfoglalas                                                      | 1893               | olaj, vászon?                    | 459 × 1355 cm    | Parlament, Budapest                         |
|     | Sztrájk (vázlat)                                                 | 1894               | olaj, fatábla                    | 83 × 130 cm      | Magyar Nemzeti Galéria, Budapest            |
|     | Sztrájk (vázlat)                                                 | 1894               | olaj, fatábla                    | 83 × 130 cm      | Magyar Nemzeti Galéria, Budapest            |
|     | Siratóasszonyok a keresztfánál (Beteljesedett)                   | 1895               | olaj, vászon                     | 530 × 290 cm     | Magyar Nemzeti Galéria, Budapest            |
|     | Este a Parc Monceauban                                           | 1895               | olaj, vászon                     | 130 × 201 cm     | Magyar Nemzeti Galéria, Budapest            |
|     | Ecce Homo                                                        | 1896               | olaj, vászon                     | 403 × 650 cm     | Déri Múzeum, Debrecen                       |
|     | Virágok áldozata                                                 | 1896               | olaj, fatáblán                   | 84,5 × 100 cm    | Magyar Nemzeti Galéria, Budapest            |
|     | Tanulmány az Elveszett paradicsomhoz                             | 1899               | olaj, fatáblán                   | 61 × 49,5 cm     | Brooklyn Museum, New York                   |
|     | Olvasó hölgy az ablaknál                                         | 1900               | olaj, vászon                     | 33 × 49 cm       | magángyűjtemény                             |
|     | Szerelmi dal                                                     | Ismeretlen         | olaj, vászon                     | 151,1 × 120,7 cm | magángyűjtemény                             |
|     | Önarckép                                                         | Ismeretlen         | olaj, karton                     | 27 × 36 cm       | magángyűjtemény                             |
|     | Az ivóban (vázlat)                                               | Ismeretlen         | olaj, fatábla                    | 62 × 82 cm       | magángyűjtemény                             |
|     | Tájkép                                                           | Ismeretlen         | olaj, vászon                     | 65 × 82,5 cm     | Worcester Art Museum, Worcester, USA        |
|     | Cigány család                                                    | Ismeretlen         | olaj, vászon                     | 115 × 145,5 cm   | magángyűjtemény                             |
|     | Kolpechi naplemente                                              | Ismeretlen         | olaj, vászon?                    |                  | Ismeretlen                                  |
|     | Sapkás Férfi                                                     | Ismeretlen         | olaj, vászon                     | 52 × 42 cm       | magángyűjtemény                             |
|     | Magyar Gazda portréja                                            | Ismeretlen         | olaj, vászon                     | 61 × 51 cm       | magángyűjtemény                             |
|     | Anya és gyermeke                                                 | Ismeretlen         | olaj, tábla                      | 42 × 31 cm       | magángyűjtemény                             |
|     | Kislány tacskóval                                                | Ismeretlen         | olaj, tábla                      | 41 × 31 cm       | magángyűjtemény                             |
|     | Falusi jelenet                                                   | Ismeretlen         | olaj, vászon?                    | 36 × 57,5 cm     | Österreichische Galerie Belvedere, Bécs     |
|     | Interjú                                                          | Ismeretlen         | olaj, vászon?                    | 66 × 55 cm       | Prágai Nemzeti Galéria, Prága               |
|     | Kocsmai jelenet                                                  | Ismeretlen         | olaj, vászon                     | 48,3 × 78,7 cm   | magángyűjtemény                             |
|     | Történelmi jelenet                                               | Ismeretlen         | olaj, vászon?                    | 26 × 29 cm       | magángyűjtemény                             |
|     | Fiatal nemes                                                     | Ismeretlen         | olaj, vászon                     | 31 × 21 cm       | magángyűjtemény                             |
|     | Mulatság                                                         | Ismeretlen         | olaj, vászon                     | 68 × 55 cm       | magángyűjtemény                             |
|     | Párizsi nő                                                       | Ismeretlen         | olaj, vászon                     | 64,5 × 53 cm     | magángyűjtemény                             |
|     | Zenei est (színvázlat)                                           | Ismeretlen         | olaj, vászon                     | 38,5 × 46,5 cm   | magángyűjtemény                             |